# Saint-Philbert-en-Mauges
Pour les articles homonymes, voir Saint-Philbert.
Saint-Philbert-en-Mauges est une ancienne commune française située dans le département de Maine-et-Loire, en région Pays de la Loire, devenue le 15 décembre 2015 une commune déléguée au sein de la commune nouvelle de Beaupréau-en-Mauges.

## Géographie
Commune angevine des Mauges, Saint-Philbert-en-Mauges se situe au nord de Saint-Macaire-en-Mauges, sur les routes D 246, Villedieu-la-Blouère / Andrezé, et D 146, La Renaudière / La Chapelle-du-Genêt.

## Toponymie
Saint Philibert (ou Filibert), né en 617 ou 618 à Elusa, aujourd'hui Eauze dans le Gers et mort le 20 août 684 à Noirmoutier, est un moine et un abbé franc du VIIe siècle. Il a fondé le monastère de Jumièges en Seine-Maritime.

## Histoire
Au Moyen Âge puis sous l'Ancien Régime, la paroisse dépendait en premier ressort du duché de Beaupréau, de la sénéchaussée d'Angers, du pays d'élection d'Angers et du grenier à sel de Cholet.
Seigneurie de l'Herbaudiere, d'environ 100 hectares, donc 40 hectares sur la commune de Saint-Philbert-en-Mauges, qui appartint au XVIIIe siècle au Tounus des Gonnets, puis à leurs descendants les Écomard de Sainte-Pazanne et les Courtois de Beaupreau qui l'ont vendu en 1978.
En 2014, un projet de fusion de l'ensemble des communes de l'intercommunalité se dessine. Le 2 juillet 2015, les conseils municipaux de l'ensemble des communes du territoire communautaire votent la création d'une commune nouvelle au 15 décembre 2015,

## Politique et administration

### Administration municipale

#### Administration actuelle
Depuis le 15 décembre 2015, Saint-Philbert-en-Mauges constitue une commune déléguée au sein de la commune nouvelle de Beaupréau-en-Mauges et dispose d'un maire délégué.
| Période                                  | Période  | Identité   | Étiquette | Qualité |
| ---------------------------------------- | -------- | ---------- | --------- | ------- |
| 15 décembre 2015                         | en cours | Yves Pohu, |           |         |
| Les données manquantes sont à compléter. |          |            |           |         |

#### Administration ancienne
| Période   | Période          | Identité   | Étiquette | Qualité |
| --------- | ---------------- | ---------- | --------- | ------- |
|           | mars 2008        | Michel You |           |         |
| mars 2008 | 14 décembre 2015 | Yves Pohu  |           |         |

### Ancienne situation administrative
La commune était membre de la communauté de communes du Centre-Mauges, elle-même membre du syndicat mixte Pays des Mauges. La création de la commune nouvelle de Beaupréau-en-Mauges entraîne sa suppression à la date du 15 décembre 2015, avec transfert de ses compétences à la commune nouvelle.
Saint-Philbert-en-Mauges fait partie du canton de Beaupréau et de l'arrondissement de Cholet. La réforme territoriale du 26 février 2014 élargie le canton et la commune reste attachée à celui-ci.

## Population et société

### Évolution démographique
L'évolution du nombre d'habitants est connue à travers les recensements de la population effectués dans la commune depuis 1800. À partir du 1er janvier 2009, les populations légales des communes sont publiées annuellement dans le cadre d'un recensement qui repose désormais sur une collecte d'information annuelle, concernant successivement tous les territoires communaux au cours d'une période de cinq ans. 
Pour les communes de moins de 10 000 habitants, une enquête de recensement portant sur toute la population est réalisée tous les cinq ans, les populations légales des années intermédiaires étant quant à elles estimées par interpolation ou extrapolation. Pour la commune, le premier recensement exhaustif entrant dans le cadre du nouveau dispositif a été réalisé en 2008,.
En 2013, la commune comptait 383 habitants, en évolution de +5,51 % par rapport à 2008 (Maine-et-Loire : +3,3 %, France hors Mayotte : +2,49 %).
| 1800 | 1806 | 1821 | 1831 | 1836 | 1841 | 1846 | 1851 | 1856 |
| ---- | ---- | ---- | ---- | ---- | ---- | ---- | ---- | ---- |
| 245  | 304  | 332  | 353  | 338  | 349  | 349  | 398  | 404  |

| 1861 | 1866 | 1872 | 1876 | 1881 | 1886 | 1891 | 1896 | 1901 |
| ---- | ---- | ---- | ---- | ---- | ---- | ---- | ---- | ---- |
| 389  | 399  | 375  | 383  | 354  | 371  | 379  | 382  | 393  |

| 1906 | 1911 | 1921 | 1926 | 1931 | 1936 | 1946 | 1954 | 1962 |
| ---- | ---- | ---- | ---- | ---- | ---- | ---- | ---- | ---- |
| 406  | 389  | 341  | 301  | 304  | 301  | 283  | 313  | 319  |

| 1968 | 1975 | 1982 | 1990 | 1999 | 2008 | 2013 | - | - |
| ---- | ---- | ---- | ---- | ---- | ---- | ---- | - | - |
| 314  | 293  | 298  | 307  | 325  | 363  | 383  | - | - |

### Pyramide des âges
La population de la commune est relativement jeune. Le taux de personnes d'un âge supérieur à 60 ans (15,2 %) est en effet inférieur au taux national (21,8 %) et au taux départemental (21,4 %).
Contrairement aux répartitions nationale et départementale, la population masculine de la commune est supérieure à la population féminine (51,5 % contre 48,7 % au niveau national et 48,9 % au niveau départemental).
La répartition de la population de la commune par tranches d'âge est, en 2008, la suivante :
- 51,5 % d’hommes (0 à 14 ans = 20,3 %, 15 à 29 ans = 23 %, 30 à 44 ans = 20,3 %, 45 à 59 ans = 20,3 %, plus de 60 ans = 16 %) ;
- 48,5 % de femmes (0 à 14 ans = 21,6 %, 15 à 29 ans = 14,2 %, 30 à 44 ans = 27,3 %, 45 à 59 ans = 22,7 %, plus de 60 ans = 14,2 %).

| Hommes | Classe d’âge | Femmes |
| ------ | ------------ | ------ |
| 0,5    | 90 ans ou +  | 0,6    |
| 6,4    | 75 à 89 ans  | 4,5    |
| 9,1    | 60 à 74 ans  | 9,1    |
| 20,3   | 45 à 59 ans  | 22,7   |
| 20,3   | 30 à 44 ans  | 27,3   |
| 23,0   | 15 à 29 ans  | 14,2   |
| 20,3   | 0 à 14 ans   | 21,6   |

| Hommes | Classe d’âge | Femmes |
| ------ | ------------ | ------ |
| 0,4    | 90 ans ou +  | 1,1    |
| 6,3    | 75 à 89 ans  | 9,5    |
| 12,1   | 60 à 74 ans  | 13,1   |
| 20,0   | 45 à 59 ans  | 19,4   |
| 20,3   | 30 à 44 ans  | 19,3   |
| 20,2   | 15 à 29 ans  | 18,9   |
| 20,7   | 0 à 14 ans   | 18,7   |

## Économie
Sur 28 établissements présents sur la commune à fin 2010, 50 % relevaient du secteur de l'agriculture (pour une moyenne de 17 % sur le département), 11 % du secteur de l'industrie, 7 % du secteur de la construction, 21 % de celui du commerce et des services et 11 % du secteur de l'administration et de la santé.

## Culture locale et patrimoine

### Lieux et monuments
- Le château de Bois-Giraud[16],[17].
- L'église Saint-Philbert[18].